# Felsgeröllhalden-Erdeule

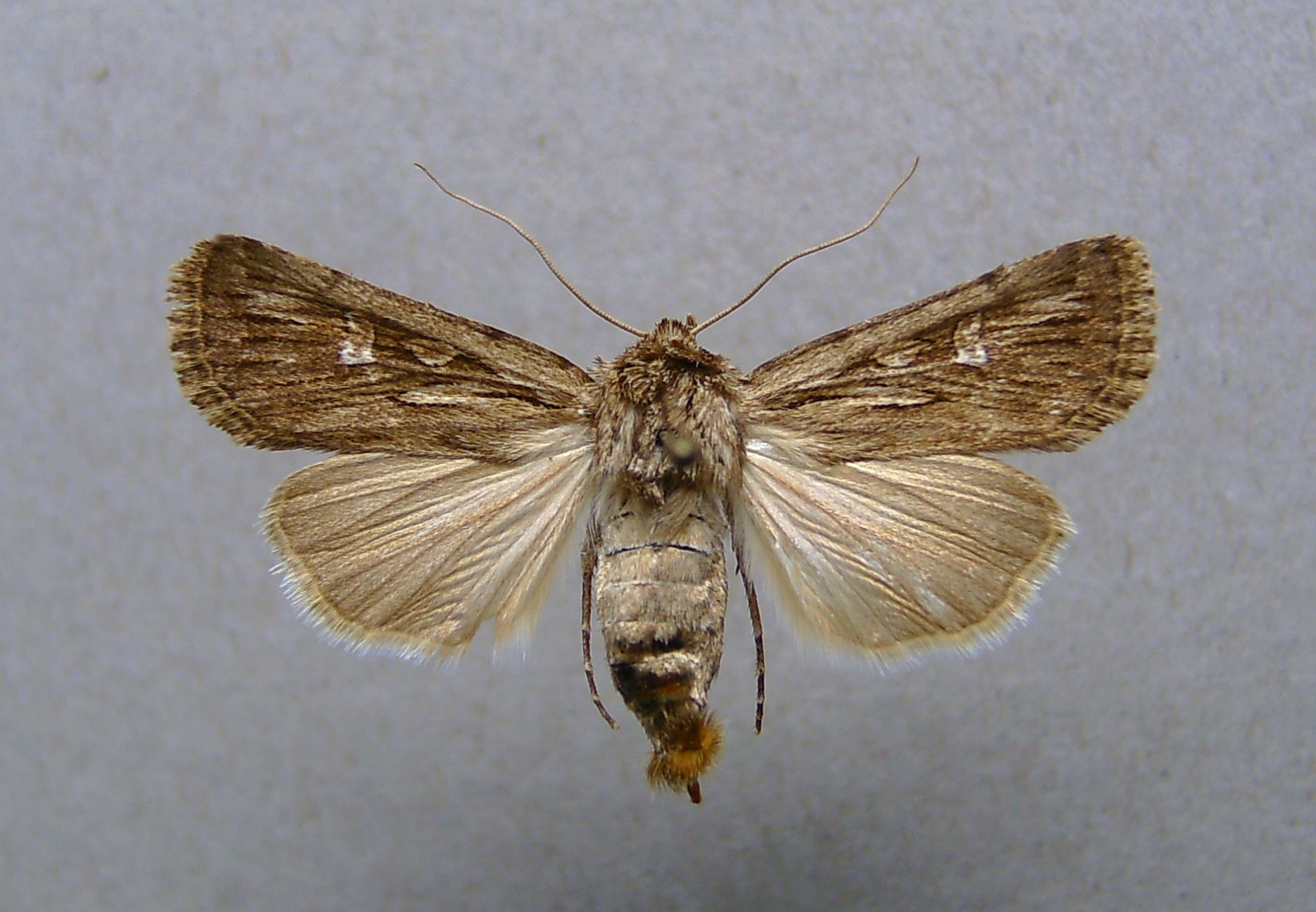
Dichagyris forcipula amasicola

Die Felsgeröllhalden-Erdeule (Dichagyris forcipula, Syn.: Yigoga forcipula) ist ein Schmetterling (Nachtfalter) aus der Familie der Eulenfalter (Noctuidae).

## Merkmale

### Falter
Die Flügelspannweite der Falter beträgt 38 bis 42 Millimeter. Als Grundfarbe der Vorderflügeloberseite herrschen Grau- und Brauntöne vor. Die Makel sind groß und schwarz umrandet. Die Nierenmakel ist innen zumeist weißlich angelegt. Querlinien, Wellenlinie und Pfeilflecke sind meist nur undeutlich ausgebildet. Die Hinterflügeloberseite ist zeichnungslos graubraun gefärbt.

### Raupe
Die Raupen haben eine graubraune bis rötlich braune Farbe. Oberhalb der undeutlichen Nebenrückenlinien sind längliche schwarzbraune Flecke zu erkennen. Vom braunen Kopf heben sich zwei schwarze Bogenstriche, vom Halsschild eine helle Mittellinie ab.

### Ähnliche Arten
- Höfners Felshalden-Erdeule (Dichagyris nigrescens) ist etwas größer, meist dunkler gefärbt und zeigt eine stärker gezackte äußere Querlinie.
- Dichagyris fidelis unterscheidet sich durch die schmaleren Vorderflügel und die heller gefärbten Hinterflügel.

## Verbreitung und Lebensraum
Das Verbreitungsgebiet der Felsgeröllhalden-Erdeule reicht von Nordwestafrika über die Iberische Halbinsel sowie durch den Mittelmeerraum und Mitteleuropa bis nach Vorderasien und weiter östlich bis zu den Karpaten, dem Schwarzen Meer und dem Kaukasus. Die Art besiedelt bevorzugt trockene, warme und felsige Hänge in Höhenlagen bis zu 2000 Metern.

## Unterarten
Neben der in Mittel- und Osteuropa verbreiteten Nominatform Dichagyris forcipula forcipula werden folgende Unterarten unterschieden:
- Dichagyris forcipula amasicola Koçak, 1980, (Krim, Türkei)
- Dichagyris forcipula bornicensis Fuchs, 1884, (Rheingau)
- Dichagyris forcipula gueddelanea Oberthür, 1918, (Spanien, Algerien)
- Dichagyris forcipula helladica Rebel, 1905, (Balkanhalbinsel)
- Dichagyris forcipula lithargyrula Turati, 1919, (Sizilien)

Inwieweit einige der Unterarten als eigenständige Arten anzusehen sind, bedarf weiterer Untersuchungen.

## Lebensweise
Die Falter sind nachtaktiv, fliegen in einer Generation von Ende Mai bis Anfang August und besuchen Blüten, Köder und künstliche Lichtquellen. Die Raupen leben ab August, überwintern und verpuppen sich im Mai des folgenden Jahres. Sie ernähren sich von den Blättern verschiedener Ampfer- (Rumex), Labkraut- (Galium), Graslilien- (Anthericum), Artemisia- und Melden-Arten (Atriplex). Tagsüber verbergen sie sich in der Erde oder unter Steinen.